# Американо-малийские отношения
Хотя американо-малийские отношения и были исторически дружественными, радикально изменились в связи военным переворотом в Мали в марте 2012 года, который сверг предыдущее демократическое правительство. Правительство Мали было сильным партнёром США в его усилиях по борьбе с воинствующими экстремистами, однако Соединённые Штаты официально приостановили военные отношения с Мали после военного переворота.
Согласно глобальному опросу, проведённому в 2007 году, 79 % малийцев положительно относятся к Соединённым Штатам. Согласно Докладу о мировом лидерстве США за 2012 год, 87 % малийцев одобряют лидерство США, при этом 10 % не одобряют и 4 % не уверены. Это был второй по величине рейтинг США для любой опрошенной страны в Африке.

## История

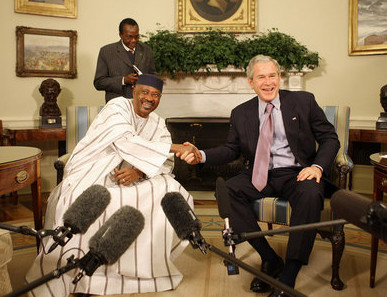
Президент Мали Амаду Тумани Туре с Президентом США Джорджем Бушем в 2008 году

Мали был региональным партнёром в глобальной войне с терроризмом. Мали также служит важной лабораторией для тестирования новых противомалярийных лекарств для использования американскими гражданскими путешественниками и для исследований, которые окажут влияние на всю Африку. USAID, Корпус мира и другие правительственные программы США играют важную роль в содействии устойчивому экономическому и социальному развитию. До военного переворота в марте 2012 года программы USAID также служили для активизации усилий по консолидации мирного процесса в северной части Мали и социально-экономической и политической интеграции региона. В ответ на переворот вся помощь Соединённых Штатов была прекращена.
К основным должностным лицам США относятся:
- Посол — Джиллиан Милованович
- Заместитель главы миссии — Пётр Барлерин
- Директор миссии USAID — Ребекка Блэк
- Директор Корпуса Мира — Михаил Симсик
- Сотрудник по связям с общественностью — Кейт Кетцер-Ходсон
- Управляющий — Мэтью Кук
- Сотрудник по политическим / экономическим вопросам — Питер Ньюман
- Консульский работник — Ребекка Драм
- Атташе по обороне — Эрик Далтон

В Бамако, Мали, есть посольство США.

## Бывшие послы
В число предыдущих восемнадцати послов США в Мали входят:
- Роберт О. Блейк
- Патриция М. Бирн
- Энн Форрестер
- Паркер В. Борг
- Вики Хаддлстон